# Dulles Town Center
Dulles Town Center – jednostka osadnicza w Stanach Zjednoczonych, w stanie Wirginia, w hrabstwie Loudoun.